# Уан-Чейз-Манхэттен-Плаза
28 Ли́берти-стрит, Уа́н-Чейз-Манхэ́ттен-Пла́за (англ. 28 Liberty Street, One Chase Manhattan Plaza) — небоскрёб в финансовом квартале Манхэттена. Его фасады выходят на улицы Пайн, Либерти, Нассо и Уильям-стрит.
Место для постройки было выбрано Дэвидом Рокфеллером, а проект здания был разработан под руководством архитектора Гордона Буншафта. Строительство было начато в январе 1957 года и закончено в 1961 году. Здание поделено на три части. Несущими конструкциями в центральном стволе являются две колонны, также ограничивающие лифтовую шахту. Вдоль боковых частей небоскрёба проходит ещё по одной колонне. Благодаря этому в здании имеется возможность организовывать большие открытые офисные пространства, которые эффективно используют естественное освещение. Площадь, занимаемая зданием, составляет около 1 га. Небоскрёб имеет 60 надземных этажей и 5 цокольных этажей. Высота составляет 248 метров. Здание получило название в честь банка Чейз-Манхэттен, ныне входящего в конгломерат JPMorgan Chase. Осенью 2013 года небоскрёб был куплен китайским конгломератом Fosun International за $725 млн.
Перед небоскрёбом разбита площадь размером около 0,8 га. На ней построен фонтан, расположенный в бассейне диаметром 18 метров и глубиной 5 метров. В дно бассейна вмонтированы 7 базальтовых камней со дна реки Йодо в Японии.
В вестибюле здания имеется вход на станцию метро Уолл-стрит.

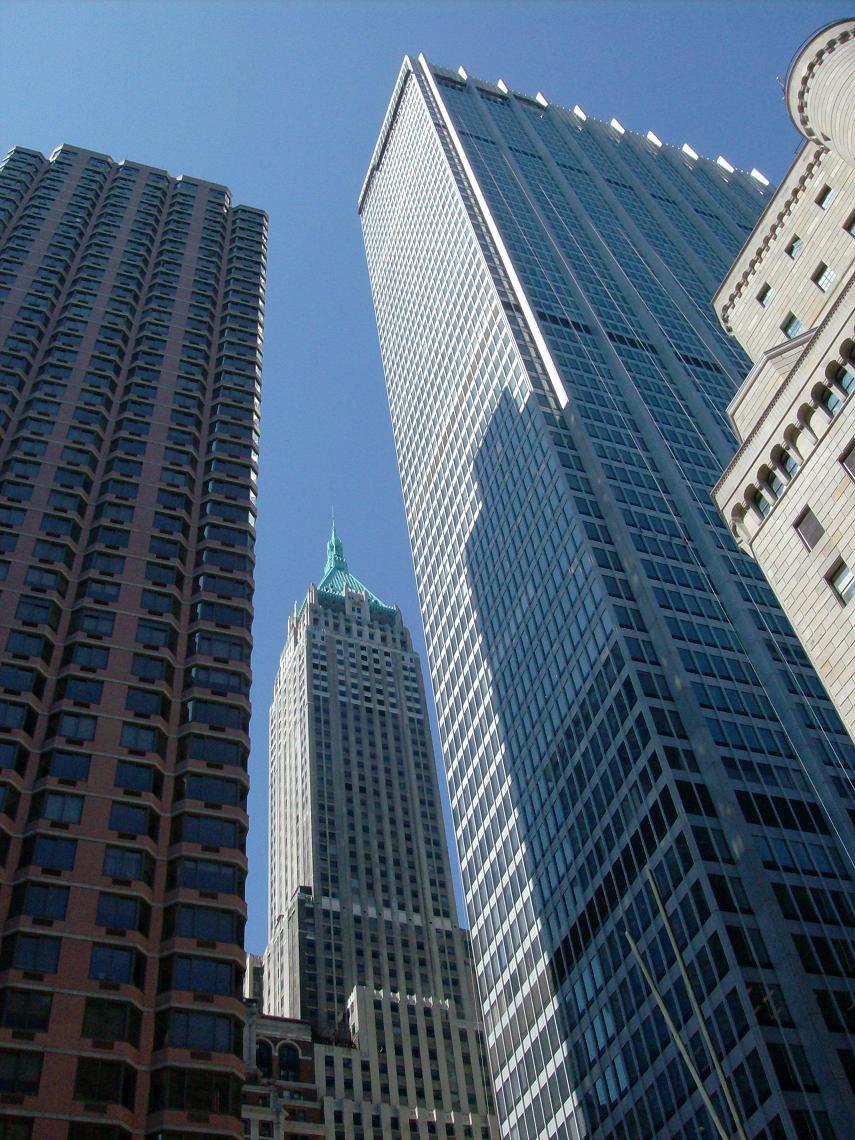
Небоскрёб в апреле 2009 года